# Décès en mai 1993
Décès
- 1989
- 1990
- 1991
- 1992
- 1993
- 1994
- 1995
- 1996
- 1997

Pour une information complémentaire, voir la page d'aide.

| Date    | Nom                       | Activités                                                                                | Âge      | Source |
| ------- | ------------------------- | ---------------------------------------------------------------------------------------- | -------- | ------ |
| 1er mai | Ranasinghe Premadasa      | président du Sri Lanka                                                                   | 68       |        |
| 1er mai | Pierre Bérégovoy          | homme politique, ancien Premier ministre français                                        | 67       |        |
| 6 mai   | Henri Conchy              | footballeur français                                                                     | 84       |        |
| 6 mai   | Rommel Fernández          | footballeur international panaméen                                                       | 27       |        |
| 6 mai   | Meraud Guevara            | peintre, autrice et poétesse anglo-irlandaise                                            | 88       |        |
| 6 mai   | Vincent La Soudière       | poète français                                                                           | 53       |        |
| 8 mai   | Avram Davidson            | auteur de science-fiction                                                                | 70       |        |
| 11 mai  | Rémi Blanchard            | peintre français                                                                         | 34       |        |
| 12 mai  | Evert Dolman              | coureur cycliste néerlandais                                                             | 47       |        |
| 14 mai  | Carlo Bertoleoni          | fils et héritier du dernier roi de Tavolara                                              | 61 ou 62 | (en)   |
| 14 mai  | Édouard Pignon            | peintre français                                                                         | 88       |        |
| 16 mai  | François Diana            | peintre français                                                                         | 89       |        |
| 17 mai  | Robert Lapoujade          | peintre, graveur à l'eau-forte et à la pointe-sèche, lithographe et réalisateur français | 72       |        |
| 17 mai  | Henry Lhotellier          | maître verrier et peintre français                                                       | 84       | (en)   |
| 19 mai  | Lucien Troupel            | joueur et entraîneur de football français                                                | 74       |        |
| 20 mai  | Stevan Bodnarov           | sculpteur et peintre serbe puis yougoslave                                               | 87       | (sr)   |
| 21 mai  | Gustave Hervigo           | peintre français                                                                         | 96       |        |
| 21 mai  | Bronisław Kierzkowski     | peintre polonais                                                                         | 68       | (pl)   |
| 21 mai  | Omar Phakadze             | coureur cycliste sur piste géorgien                                                      | 48       |        |
| 22 mai  | Mieczysław Horszowski     | pianiste polonais naturalisé américain                                                   | 100      |        |
| 24 mai  | Juan Jesús Posadas Ocampo | cardinal mexicain, archevêque de Guadalajara                                             | 66       |        |
| 25 mai  | Bolec Kocik               | Joueur et entraîneur de football français d'origine polonaise                            | 55       |        |
| 26 mai  | Édouard Przybylski        | fusilier marin, compagnon de la Libération                                               | 72       |        |
| 27 mai  | Enzo Benedetto            | peintre et écrivain italien                                                              | 87       |        |
| 27 mai  | Werner Stocker            | acteur allemand                                                                          | 38       |        |